# Limia caymanensis
Limia caymanensis is een  straalvinnige vissensoort uit de familie van levendbarende tandkarpers (Poeciliidae). De wetenschappelijke naam van de soort is voor het eerst geldig gepubliceerd in 1970 door Rivas & Fink.